# 6–8 Newark Street

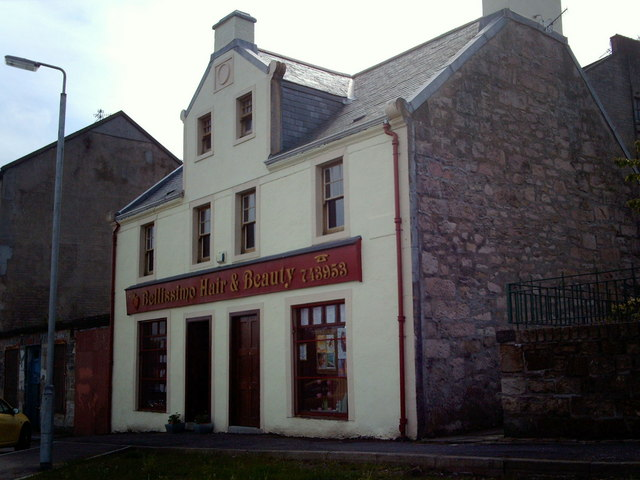
6–8 Newark Street

Unter der Adresse 6–8 Newark Street in der schottischen Stadt Port Glasgow in der Council Area Inverclyde befindet sich ein Wohn- und Geschäftsgebäude. 1979 wurde das Bauwerk in die schottischen Denkmallisten in der Kategorie B aufgenommen.

## Beschreibung
Das Gebäude liegt an der Newark Street abseits der A761 und A8 im Zentrum von Port Glasgow. Es wurde in den 1770er Jahren erbaut und gehört damit zu den älteren Häusern der Stadt. An der nordexponierten, symmetrisch aufgebauten Frontseite des zweistöckigen Bauwerks befinden sich zwei Eingangstüren, die von Schaufenstern flankiert werden. Im ersten Obergeschoss sind vier Fenster angeordnet. Weitere zwei Fenster sind in dem Zwerchgiebel verbaut. Das Mauerwerk besteht aus grob behauenem Bruchstein. Die Fassaden sind verputzt und teilweise mit Stuckarbeiten verziert. Ebenerdig ist ein Ladengeschäft eingerichtet.